# Större tinamo
Större tinamo (Tinamus major) är en fågel i familjen tinamoer inom ordningen tinamofåglar.

## Utseende och läte
Större tinamo är en stor (40–46 cm) och brun tinamo. Den är vitaktig på strupe och bukmitt. Färgnyanserna i övrigt varierar mellan underarterna, från ljust till mörkt olivbrun. Lätet är mycket vackert, en spöklik serie med sju darrande visslingar.

## Utbredning och systematik
Större tinamo delas in i tolv underarter med följande utbredning:
- Tinamus major robustus – låglänta områden från sydöstra Mexiko till Guatemala och norra Nicaragua
- Tinamus major percautus – sydöstra Mexiko (Yucatánhalvön) till El Petén i Guatemala och Belize
- Tinamus major fuscipennis – norra Nicaragua till Costa Rica och västra Panama
- Tinamus major castaneiceps – sydvästra Costa Rica och västra Panama
- Tinamus major brunneiventris – södra och centrala Panama
- Tinamus major saturatus – Stillahavssluttningen i östra Panama och nordvästra Colombia
- Tinamus major latifrons – sydvästra Colombia och västra Ecuador
- Tinamus major zuliensis – tropiska nordöstra Colombia och västra Venezuela
- Tinamus major peruvianus – sydöstra Colombia öster om Anderna till Bolivia och västligaste Brasilien
- Tinamus major serratus – södra Venezuela och angränsande nordvästra Brasilien
- Tinamus major major – östra Venezuelas gräns mot Guyana och nordöstra Brasilien
- Tinamus major olivascens – Amazonområdet i Brasilien söder om Amazonfloden

## Status och hot
Arten har ett stort utbredningsområde och en stor population, men tros minska i antal, dock inte tillräckligt kraftigt för att den ska betraktas som hotad. Internationella naturvårdsunionen IUCN kategoriserar därför arten som livskraftig (LC).

## Bilder

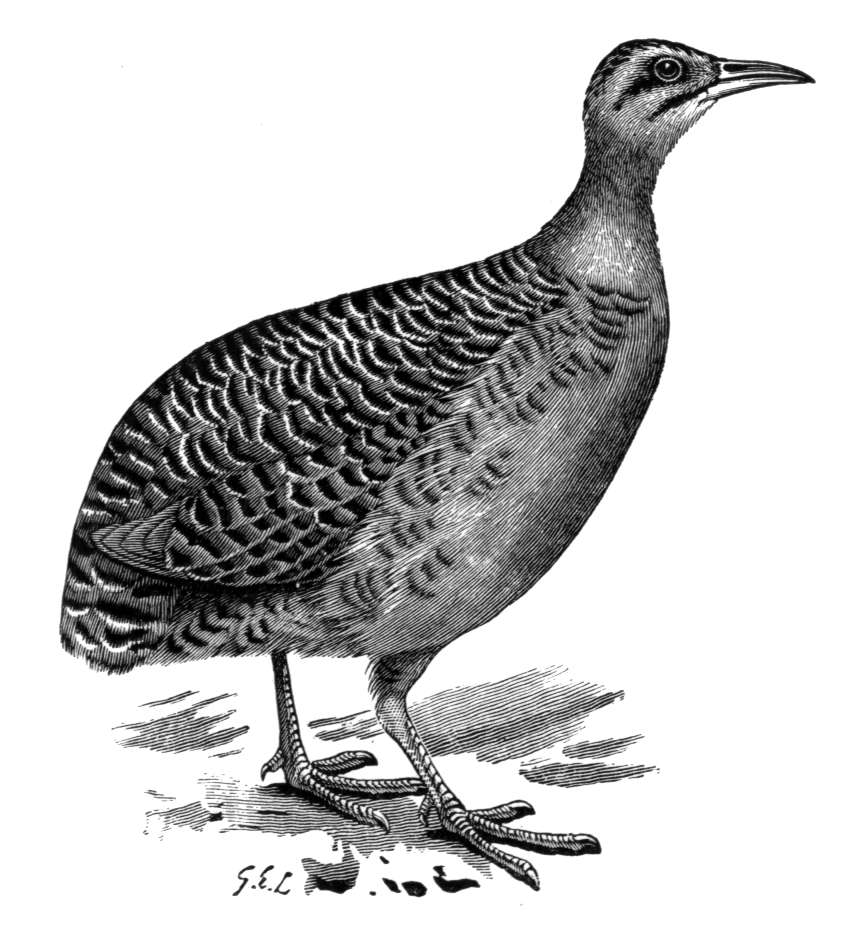
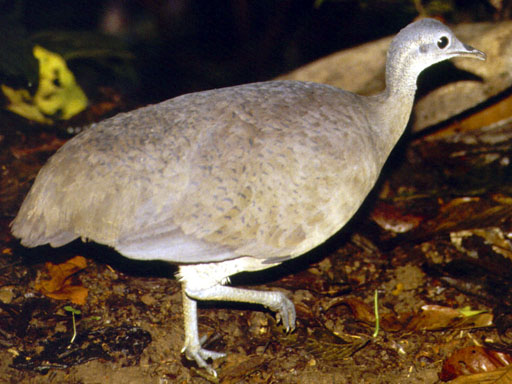
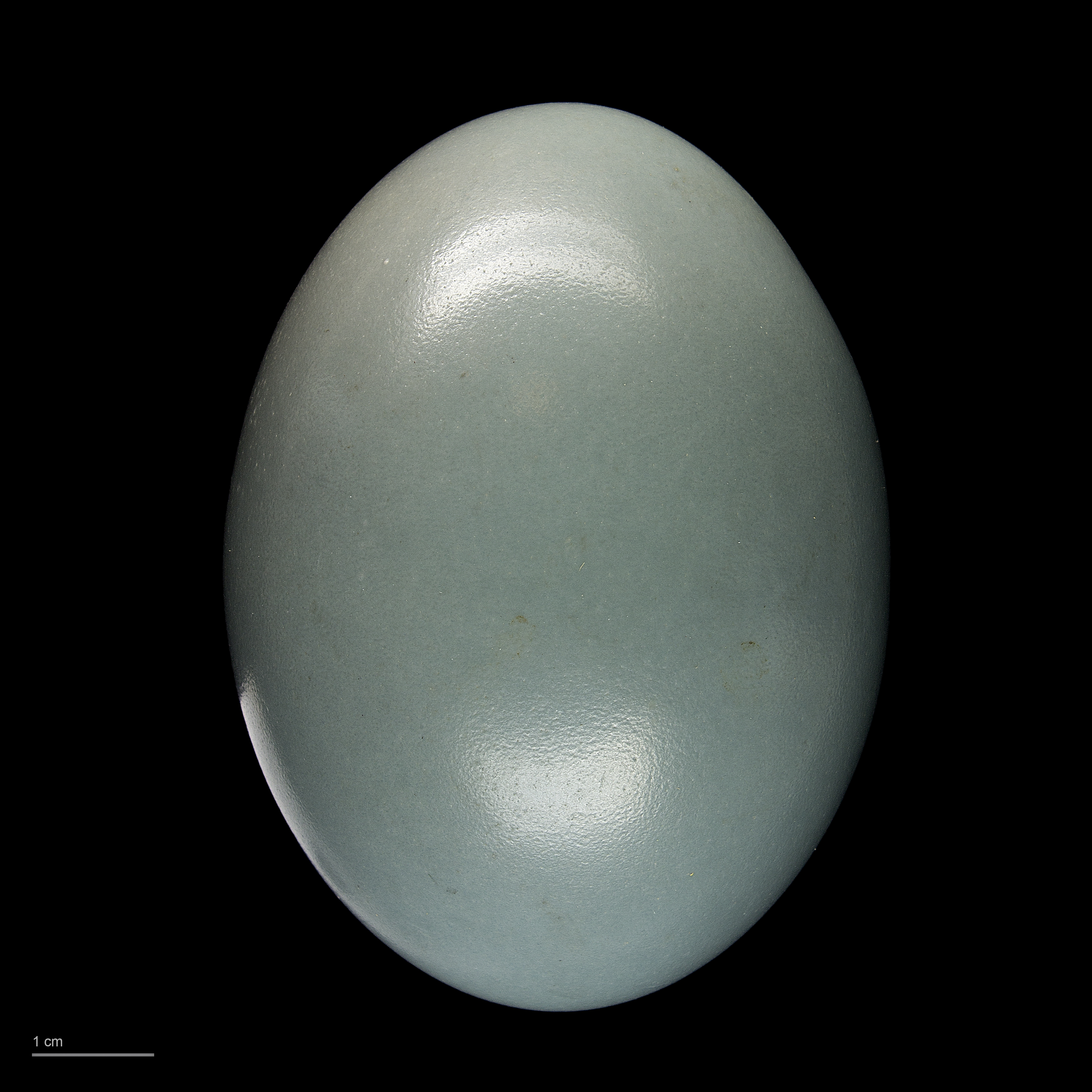
Museum specimen - Brazil